# Jeziornica (potok)
Jeziornica – potok, prawy dopływ potoku Kamionka w województwie małopolskim w powiecie bocheńskim. Wypływa we wsi Kamionna na wysokości 703 m na północnych stokach góry Kamionna (802 m). Spływa przez tereny wsi Kamionna początkowo w kierunku północnym, potem łukowato zakręca na północny zachód, a przed samym ujściem na południowy zachód. Poniżej kościoła w Kamionnej przepływa pod drogą Kamionna – Żegocina i zaraz za drogą uchodzi do potoku Kamionka na wysokości 360 m.
Jeziornica posiada tylko dwa lewe dopływy, obydwa wypływają na północnych stokach góry Kamionna. Cała zlewnia Jeziornicy znajduje się w obrębie wsi Kamionna, w większości na porośniętej lasem górze Kamionna. Pod względem geograficznym jest to obszar Beskidu Wyspowego.